# Brives-Charensac

Brives-Charensac este o comună în departamentul Haute-Loire, Franța. În 2009 avea o populație de 4,188 de locuitori.